# Simon & Garfunkel/Auszeichnungen für Musikverkäufe

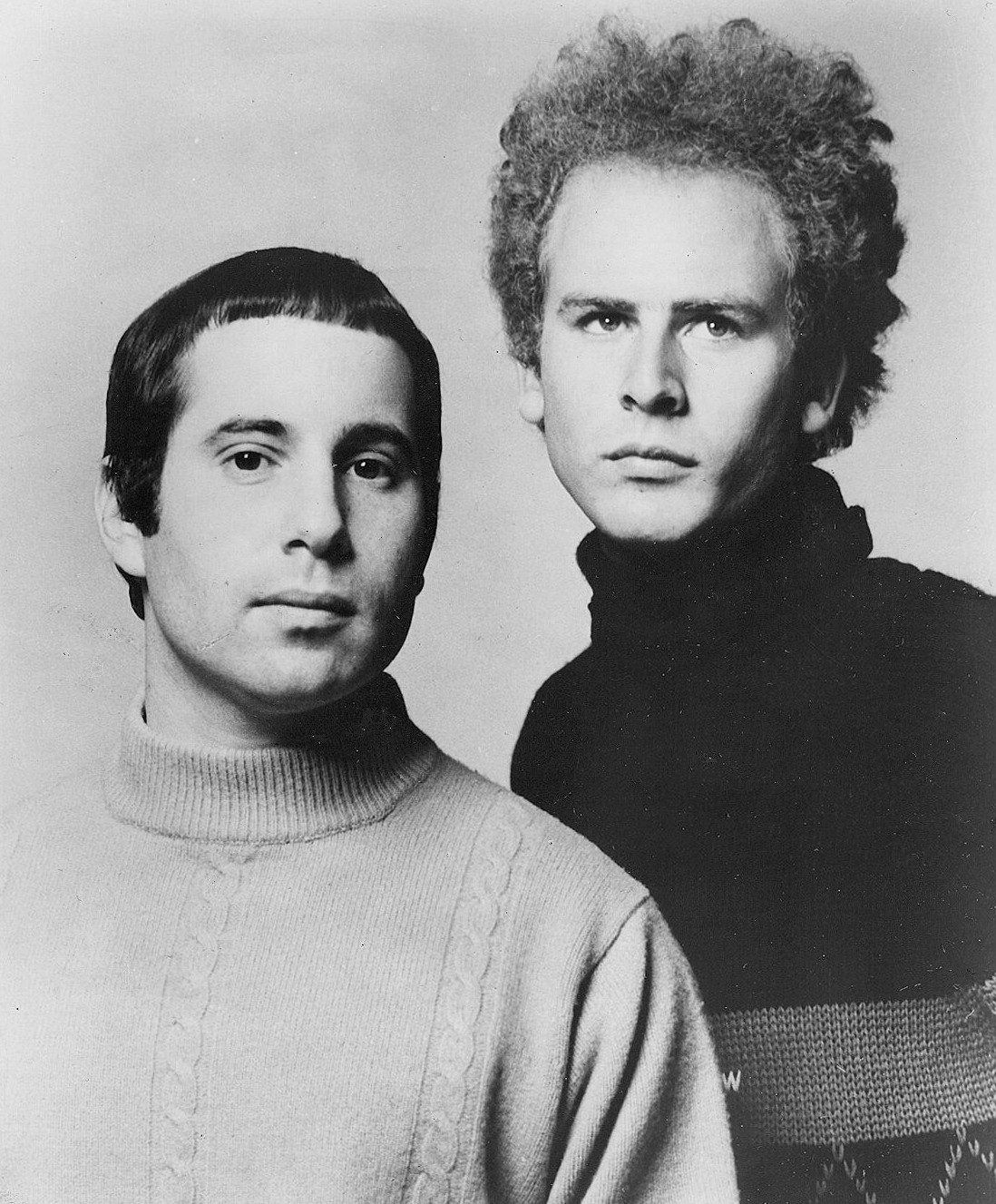
Simon & Garfunkel (1968)

Dies ist eine Übersicht über die Auszeichnungen für Musikverkäufe des US-amerikanischen Folk-Rock-Duos Simon & Garfunkel. Die Auszeichnungen finden sich nach ihrer Art (Gold, Platin usw.), nach Staaten getrennt in chronologischer Reihenfolge, geordnet sowie nach den Tonträgern selbst, ebenfalls in chronologischer Reihenfolge, getrennt nach Medium (Alben, Singles usw.), wieder.

## Auszeichnungen
| - Vereinigtes Königreich - 2015: für das Album The Best of Simon and Garfunkel - 2019: für das Album Bookends - 2020: für das Album The Graduate - 2021: für das Album Parsley, Sage, Rosemary and Thyme - 2022: für die Single Homeward Bound - 2023: für die Single The Only Living Boy in New York - 2023: für das Lied Scarborough Fair Canticle - 2023: für die Single The Sound of Silence (Columbia) - 2024: für die Single El Condor Pasa (If I Could) - 2025: für das Album Wednesday Morning, 3 A.M. - Australien - 1991: für das Album 20 Greatest Hits - 2006: für das Album Tales from New York: The Very Best of Simon & Garfunkel - 2009: für das Album Old Friends: Live on Stage - Belgien - 2007: für das Album Simon and Garfunkel’s Greatest Hits - Dänemark - 1970: für das Album Bridge over Troubled Water (Physisch) - 2023: für die Single Mrs. Robinson - 2025: für das Album Bridge over Troubled Water (Digital) - Deutschland - 19??: für die Single El Condor Pasa (If I Could) - 1982: für das Album The Concert in Central Park - 1982: für das Album The Simon and Garfunkel Collection - 2001: für das Album The Definitive Simon & Garfunkel - 2005: für das Videoalbum Old Friends: Live on Stage - 2022: für die Single Mrs. Robinson - 2022: für das Album The Essential - 2023: für die Single The Sound of Silence - Europa - 1992: für das Album The Definitive Simon & Garfunkel - Finnland - 1977: für das Album Bridge over Troubled Water - 1977: für das Album Simon and Garfunkel’s Greatest Hits - 1997: für das Album The Definitive Simon & Garfunkel - 2004: für das Album The Essential - Frankreich - 1991: für das Album The Graduate - Griechenland - 1982: für das Album Simon and Garfunkel’s Greatest Hits - Italien - 2014: für das Album Simon and Garfunkel’s Greatest Hits - Japan - 2002: für das Album The Best of Simon and Garfunkel - Kanada - 1979: für die Single The Sound of Silence - 1982: für das Album The Concert in Central Park - Neuseeland - 1997: für das Album Simon and Garfunkel’s Greatest Hits - 2025: für das Album Bookends - Niederlande - 1982: für das Album The Concert in Central Park - 1995: für das Album The Definitive Simon & Garfunkel - Portugal - 1987: für das Album The Simon and Garfunkel Collection - Schweden - 1994: für das Album The Definitive Simon & Garfunkel - 2000: für das Album Tales from New York: The Very Best of Simon & Garfunkel - Schweiz - 1998: für das Album The Definitive Simon & Garfunkel - 2003: für das Album Bridge over Troubled Water - Spanien - 1998: für das Album Tales from New York: The Very Best of Simon & Garfunkel - 2003: für das Videoalbum The Concert in Central Park - 2024: für die Single The Boxer - Vereinigte Staaten - 1968: für die Single The Sound of Silence - 1968: für die Single Mrs. Robinson - 1970: für die Single Bridge over Troubled Water - 1970: für die Single Cecilia - 1998: für das Videoalbum The Concert in Central Park - 2000: für das Album Old Friends - 2008: für das Videoalbum Old Friends: Live on Stage - Vereinigtes Königreich - 1982: für das Album The Concert in Central Park - 1984: für das Album Sounds of Silence - 2013: für das Album Simon & Garfunkel: The Collection - 2013: für das Album Tales from New York: The Very Best of Simon & Garfunkel - 2013: für das Album Old Friends: Live on Stage - 2017: für das Album Old Friends | - Australien - 1982: für das Album The Concert in Central Park - 1996: für das Album The Definitive Simon & Garfunkel - Belgien - 1998: für das Album The Definitive Simon & Garfunkel - Dänemark - 2024: für die Single The Sound of Silence - Deutschland - 1977: für das Album Bridge over Troubled Water - 2004: für das Videoalbum The Concert in Central Park - Finnland - 1981: für das Album The Simon and Garfunkel Collection - Frankreich - 1995: für das Album Bridge over Troubled Water - 2004: für das Videoalbum The Concert in Central Park - Hongkong - 1979: für das Album Simon and Garfunkel’s Greatest Hits - Italien - 2016: für die Single The Sound of Silence - 2023: für das Album The Concert in Central Park - 2024: für die Single Mrs. Robinson - Kanada - 1979: für das Album The Graduate - 1979: für das Album Sounds of Silence - 1979: für das Album Parsley, Sage, Rosemary and Thyme - 1992: für das Album The Definitive Simon & Garfunkel - Neuseeland - 2003: für das Album The Essential - 2022: für die Single The Boxer - 2022: für die Single Bridge over Troubled Water - Norwegen - 2004: für das Album The Essential - Österreich - 1990: für das Album Bridge over Troubled Water - 1991: für das Album The Concert in Central Park - Portugal - 1983: für das Album The Concert in Central Park - Schweden - 2004: für das Album The Essential - Schweiz - 1998: für das Album The Simon and Garfunkel Collection (CBS) - Spanien - 2024: für die Single Mrs. Robinson - 2024: für die Single The Sound of Silence - Vereinigte Staaten - 1997: für das Album Wednesday Morning, 3 A.M. - 2002: für das Album Simon & Garfunkel: Collected Works - 2003: für das Album The Best of Simon and Garfunkel - 2005: für das Album The Essential - Vereinigtes Königreich - 1991: für das Album The Definitive Simon & Garfunkel - 2013: für das Album The Essential - 2013: für das Videoalbum The Concert in Central Park - 2021: für die Single Mrs. Robinson - 2021: für die Single Bridge over Troubled Water - 2022: für die Single The Sound of Silence (Sony) - 2024: für die Single The Boxer - 2025: für die Single Cecilia - Australien - 2009: für das Videoalbum Old Friends: Live on Stage - 2010: für das Album The Essential - Frankreich - 1995: für das Album The Simon and Garfunkel Collection - Japan - 1994: für die Single A Hazy Shade of Winter - 1998: für das Album The Definitive Simon & Garfunkel - Neuseeland - 1983: für das Album The Simon and Garfunkel Collection - 1991: für das Album 20 Greatest Hits - 1996: für das Album The Definitive Simon & Garfunkel - 2008: für das Videoalbum Old Friends: Live on Stage - 2024: für die Single The Sound of Silence - 2024: für die Single Mrs. Robinson - 2024: für die Single Cecilia - Niederlande - 1997: für das Album The Simon and Garfunkel Collection - Norwegen - 1996: für das Album The Definitive Simon & Garfunkel - Schweiz - 1989: für das Album The Concert in Central Park - 2000: für das Album The Simon and Garfunkel Collection (Columbia) - Vereinigte Staaten - 1986: für das Album Bookends - 1996: für das Album The Concert in Central Park - 1997: für das Album The Graduate - Australien - 1970: für das Album Bridge over Troubled Water | - Australien - 1981: für das Album The Simon and Garfunkel Collection - Deutschland - 1980: für das Album Simon and Garfunkel’s Greatest Hits - Neuseeland - 1983: für das Album The Concert in Central Park - Vereinigte Staaten - 1986: für das Album Parsley, Sage, Rosemary and Thyme - 2001: für das Album Sounds of Silence - Vereinigtes Königreich - 1988: für das Album The Simon and Garfunkel Collection - Kanada - 1978: für das Album Bridge over Troubled Water - Neuseeland - 2001: für das Album Tales from New York: The Very Best of Simon & Garfunkel - 2009: für das Videoalbum The Concert in Central Park - Portugal - 2004: für das Videoalbum The Concert in Central Park - Schweiz - 1991: für das Album Simon and Garfunkel’s Greatest Hits - Vereinigtes Königreich - 2025: für das Album Simon and Garfunkel’s Greatest Hits - Kanada - 1979: für das Album Simon and Garfunkel’s Greatest Hits - Vereinigte Staaten - 2001: für das Album Bridge over Troubled Water - Australien - 2013: für das Videoalbum The Concert in Central Park - Vereinigtes Königreich - 2020: für das Album Bridge over Troubled Water - Vereinigte Staaten - 2003: für das Album Simon and Garfunkel’s Greatest Hits - Frankreich - 1988: für das Album Simon and Garfunkel’s Greatest Hits - 1995: für das Album The Concert in Central Park - 2002: für das Album The Definitive Simon & Garfunkel |

## Auszeichnungen nach Alben

### Wednesday Morning, 3 A.M.
| Land/Region                  | Auszeichnungen für Musikverkäufe (Land/Region, Auszeichnung, Verkäufe) | Verkäufe  |
| ---------------------------- | ---------------------------------------------------------------------- | --------- |
| Vereinigte Staaten (RIAA)    | Platin                                                                 | 1.000.000 |
| Vereinigtes Königreich (BPI) | Silber                                                                 | 60.000    |
| Insgesamt                    | 1× Silber · 1× Platin ·                                                | 1.060.000 |

### Sounds of Silence
| Land/Region                  | Auszeichnungen für Musikverkäufe (Land/Region, Auszeichnung, Verkäufe) | Verkäufe  |
| ---------------------------- | ---------------------------------------------------------------------- | --------- |
| Kanada (MC)                  | Platin                                                                 | 100.000   |
| Vereinigte Staaten (RIAA)    | 3× Platin                                                              | 3.000.000 |
| Vereinigtes Königreich (BPI) | Gold                                                                   | 100.000   |
| Insgesamt                    | 1× Gold · 4× Platin ·                                                  | 3.200.000 |

### Parsley, Sage, Rosemary and Thyme
| Land/Region                  | Auszeichnungen für Musikverkäufe (Land/Region, Auszeichnung, Verkäufe) | Verkäufe  |
| ---------------------------- | ---------------------------------------------------------------------- | --------- |
| Kanada (MC)                  | Platin                                                                 | 100.000   |
| Vereinigte Staaten (RIAA)    | 3× Platin                                                              | 3.000.000 |
| Vereinigtes Königreich (BPI) | Silber                                                                 | 60.000    |
| Insgesamt                    | 1× Silber · 4× Platin ·                                                | 3.160.000 |

### Bookends
| Land/Region                  | Auszeichnungen für Musikverkäufe (Land/Region, Auszeichnung, Verkäufe) | Verkäufe  |
| ---------------------------- | ---------------------------------------------------------------------- | --------- |
| Neuseeland (RMNZ)            | Gold                                                                   | 7.500     |
| Vereinigte Staaten (RIAA)    | 2× Platin                                                              | 2.000.000 |
| Vereinigtes Königreich (BPI) | Silber                                                                 | 60.000    |
| Insgesamt                    | 1× Silber · 1× Gold · 2× Platin ·                                      | 2.067.500 |

### The Graduate
| Land/Region                  | Auszeichnungen für Musikverkäufe (Land/Region, Auszeichnung, Verkäufe) | Verkäufe  |
| ---------------------------- | ---------------------------------------------------------------------- | --------- |
| Frankreich (SNEP)            | Gold                                                                   | 100.000   |
| Kanada (MC)                  | Platin                                                                 | 100.000   |
| Vereinigte Staaten (RIAA)    | 2× Platin                                                              | 2.000.000 |
| Vereinigtes Königreich (BPI) | Silber                                                                 | 60.000    |
| Insgesamt                    | 1× Silber · 1× Gold · 3× Platin ·                                      | 2.260.000 |

### Bridge over Troubled Water
| Land/Region                  | Auszeichnungen für Musikverkäufe (Land/Region, Auszeichnung, Verkäufe) | Verkäufe   |
| ---------------------------- | ---------------------------------------------------------------------- | ---------- |
| Australien (ARIA)            | 6× Gold                                                                | 60.000     |
| Dänemark (IFPI)              | Gold (Physisch) · + Gold (Digital)                                     | 50.000     |
| Deutschland (BVMI)           | Platin                                                                 | 500.000    |
| Finnland (IFPI)              | Gold                                                                   | 25.000     |
| Frankreich (SNEP)            | Platin                                                                 | 300.000    |
| Kanada (MC)                  | 4× Platin                                                              | 400.000    |
| Österreich (IFPI)            | Platin                                                                 | 50.000     |
| Schweiz (IFPI)               | Gold                                                                   | 25.000     |
| Vereinigte Staaten (RIAA)    | 8× Platin                                                              | 8.000.000  |
| Vereinigtes Königreich (BPI) | 11× Platin                                                             | 3.300.000  |
| Insgesamt                    | 10× Gold · 26× Platin ·                                                | 12.710.000 |

### Simon and Garfunkel’s Greatest Hits
| Land/Region                  | Auszeichnungen für Musikverkäufe (Land/Region, Auszeichnung, Verkäufe) | Verkäufe   |
| ---------------------------- | ---------------------------------------------------------------------- | ---------- |
| Belgien (BRMA)               | Gold                                                                   | 25.000     |
| Deutschland (BVMI)           | 3× Platin                                                              | 1.500.000  |
| Finnland (IFPI)              | Gold                                                                   | 33.092     |
| Frankreich (SNEP)            | Diamant                                                                | 1.000.000  |
| Griechenland (IFPI)          | Gold                                                                   | 50.000     |
| Hongkong (IFPI/HKRIA)        | Platin                                                                 | 20.000     |
| Italien (FIMI)               | Gold                                                                   | 25.000     |
| Kanada (MC)                  | 5× Platin                                                              | 500.000    |
| Neuseeland (RMNZ)            | Gold                                                                   | 7.500      |
| Schweiz (IFPI)               | 4× Platin                                                              | 200.000    |
| Vereinigte Staaten (RIAA)    | 14× Platin                                                             | 14.000.000 |
| Vereinigtes Königreich (BPI) | 4× Platin                                                              | 1.200.000  |
| Insgesamt                    | 5× Gold · 21× Platin · 2× Diamant ·                                    | 18.560.592 |

### The Simon and Garfunkel Collection
| Land/Region                  | Auszeichnungen für Musikverkäufe (Land/Region, Auszeichnung, Verkäufe) | Verkäufe  |
| ---------------------------- | ---------------------------------------------------------------------- | --------- |
| Australien (ARIA)            | 3× Platin                                                              | 210.000   |
| Deutschland (BVMI)           | Gold                                                                   | 250.000   |
| Finnland (IFPI)              | Platin                                                                 | 58.327    |
| Frankreich (SNEP)            | 2× Platin                                                              | 600.000   |
| Neuseeland (RMNZ)            | 2× Platin                                                              | 40.000    |
| Niederlande (NVPI)           | 2× Platin                                                              | 200.000   |
| Portugal (AFP)               | Gold                                                                   | 20.000    |
| Schweiz (IFPI)               | Platin (CBS) · + 2× Platin (Columbia)                                  | 150.000   |
| Vereinigtes Königreich (BPI) | 3× Platin                                                              | 900.000   |
| Insgesamt                    | 2× Gold · 16× Platin ·                                                 | 2.443.327 |

### Simon & Garfunkel: Collected Works
| Land/Region               | Auszeichnungen für Musikverkäufe (Land/Region, Auszeichnung, Verkäufe) | Verkäufe  |
| ------------------------- | ---------------------------------------------------------------------- | --------- |
| Vereinigte Staaten (RIAA) | Platin                                                                 | 1.000.000 |
| Insgesamt                 | 1× Platin ·                                                            | 1.000.000 |

### The Concert in Central Park
| Land/Region                  | Auszeichnungen für Musikverkäufe (Land/Region, Auszeichnung, Verkäufe) | Verkäufe  |
| ---------------------------- | ---------------------------------------------------------------------- | --------- |
| Australien (ARIA)            | Platin                                                                 | 50.000    |
| Deutschland (BVMI)           | Gold                                                                   | 250.000   |
| Frankreich (SNEP)            | Diamant                                                                | 1.000.000 |
| Italien (FIMI)               | Platin                                                                 | 50.000    |
| Kanada (MC)                  | Gold                                                                   | 50.000    |
| Neuseeland (RMNZ)            | 3× Platin                                                              | 60.000    |
| Niederlande (NVPI)           | Gold                                                                   | 50.000    |
| Österreich (IFPI)            | Platin                                                                 | 50.000    |
| Portugal (AFP)               | Platin                                                                 | 50.000    |
| Schweiz (IFPI)               | 2× Platin                                                              | 100.000   |
| Vereinigte Staaten (RIAA)    | 2× Platin                                                              | 2.000.000 |
| Vereinigtes Königreich (BPI) | Gold                                                                   | 100.000   |
| Insgesamt                    | 4× Gold · 11× Platin · 1× Diamant ·                                    | 3.710.000 |

### 20 Greatest Hits
| Land/Region       | Auszeichnungen für Musikverkäufe (Land/Region, Auszeichnung, Verkäufe) | Verkäufe |
| ----------------- | ---------------------------------------------------------------------- | -------- |
| Australien (ARIA) | Gold                                                                   | 35.000   |
| Neuseeland (RMNZ) | 2× Platin                                                              | 40.000   |
| Insgesamt         | 1× Gold · 2× Platin ·                                                  | 75.000   |

### The Definitive Simon & Garfunkel
| Land/Region                  | Auszeichnungen für Musikverkäufe (Land/Region, Auszeichnung, Verkäufe) | Verkäufe  |
| ---------------------------- | ---------------------------------------------------------------------- | --------- |
| Australien (ARIA)            | Platin                                                                 | 70.000    |
| Belgien (BRMA)               | Platin                                                                 | 50.000    |
| Deutschland (BVMI)           | Gold                                                                   | 250.000   |
| Europa (IFPI)                | Gold                                                                   | (500.000) |
| Finnland (IFPI)              | Gold                                                                   | 29.600    |
| Frankreich (SNEP)            | Diamant                                                                | 1.000.000 |
| Kanada (MC)                  | Platin                                                                 | 100.000   |
| Japan (RIAJ)                 | 2× Platin                                                              | 400.000   |
| Neuseeland (RMNZ)            | 2× Platin                                                              | 30.000    |
| Niederlande (NVPI)           | Gold                                                                   | 50.000    |
| Norwegen (IFPI)              | 2× Platin                                                              | 100.000   |
| Schweden (IFPI)              | Gold                                                                   | 50.000    |
| Schweiz (IFPI)               | Gold                                                                   | 25.000    |
| Vereinigtes Königreich (BPI) | Platin                                                                 | 300.000   |
| Insgesamt                    | 6× Gold · 10× Platin · 1× Diamant ·                                    | 2.454.600 |

### Old Friends
| Land/Region                  | Auszeichnungen für Musikverkäufe (Land/Region, Auszeichnung, Verkäufe) | Verkäufe |
| ---------------------------- | ---------------------------------------------------------------------- | -------- |
| Vereinigte Staaten (RIAA)    | Gold                                                                   | 500.000  |
| Vereinigtes Königreich (BPI) | Gold                                                                   | 100.000  |
| Insgesamt                    | 2× Gold ·                                                              | 600.000  |

### The Best of Simon and Garfunkel
| Land/Region                  | Auszeichnungen für Musikverkäufe (Land/Region, Auszeichnung, Verkäufe) | Verkäufe  |
| ---------------------------- | ---------------------------------------------------------------------- | --------- |
| Japan (RIAJ)                 | Gold                                                                   | 100.000   |
| Vereinigte Staaten (RIAA)    | Platin                                                                 | 1.000.000 |
| Vereinigtes Königreich (BPI) | Silber                                                                 | 60.000    |
| Insgesamt                    | 1× Silber · 1× Gold · 1× Platin ·                                      | 1.160.000 |

### Tales from New York: The Very Best of Simon & Garfunkel
| Land/Region                  | Auszeichnungen für Musikverkäufe (Land/Region, Auszeichnung, Verkäufe) | Verkäufe |
| ---------------------------- | ---------------------------------------------------------------------- | -------- |
| Australien (ARIA)            | Gold                                                                   | 35.000   |
| Neuseeland (RMNZ)            | 4× Platin                                                              | 60.000   |
| Schweden (IFPI)              | Gold                                                                   | 40.000   |
| Spanien (Promusicae)         | Gold                                                                   | 50.000   |
| Vereinigtes Königreich (BPI) | Gold                                                                   | 100.000  |
| Insgesamt                    | 4× Gold · 4× Platin ·                                                  | 285.000  |

### The Essential
| Land/Region                  | Auszeichnungen für Musikverkäufe (Land/Region, Auszeichnung, Verkäufe) | Verkäufe  |
| ---------------------------- | ---------------------------------------------------------------------- | --------- |
| Australien (ARIA)            | 2× Platin                                                              | 140.000   |
| Deutschland (BVMI)           | Gold                                                                   | 100.000   |
| Finnland (IFPI)              | Gold                                                                   | 17.330    |
| Neuseeland (RMNZ)            | Platin                                                                 | 15.000    |
| Norwegen (IFPI)              | Platin                                                                 | 40.000    |
| Schweden (IFPI)              | Platin                                                                 | 60.000    |
| Vereinigte Staaten (RIAA)    | Platin                                                                 | 1.000.000 |
| Vereinigtes Königreich (BPI) | Platin                                                                 | 300.000   |
| Insgesamt                    | 2× Gold · 7× Platin ·                                                  | 1.672.330 |

### Old Friends: Live on Stage
| Land/Region                  | Auszeichnungen für Musikverkäufe (Land/Region, Auszeichnung, Verkäufe) | Verkäufe |
| ---------------------------- | ---------------------------------------------------------------------- | -------- |
| Australien (ARIA)            | Gold                                                                   | 35.000   |
| Vereinigtes Königreich (BPI) | Gold                                                                   | 100.000  |
| Insgesamt                    | 2× Gold ·                                                              | 135.000  |

### Simon & Garfunkel: The Collection
| Land/Region                  | Auszeichnungen für Musikverkäufe (Land/Region, Auszeichnung, Verkäufe) | Verkäufe |
| ---------------------------- | ---------------------------------------------------------------------- | -------- |
| Vereinigtes Königreich (BPI) | Gold                                                                   | 100.000  |
| Insgesamt                    | 1× Gold ·                                                              | 100.000  |

## Auszeichnungen nach Singles

### The Sound of Silence
| Land/Region                  | Auszeichnungen für Musikverkäufe (Land/Region, Auszeichnung, Verkäufe) | Verkäufe  |
| ---------------------------- | ---------------------------------------------------------------------- | --------- |
| Dänemark (IFPI)              | Platin                                                                 | 90.000    |
| Deutschland (BVMI)           | Gold                                                                   | 250.000   |
| Italien (FIMI)               | Platin                                                                 | 50.000    |
| Kanada (MC)                  | Gold                                                                   | 75.000    |
| Neuseeland (RMNZ)            | 2× Platin                                                              | 60.000    |
| Spanien (Promusicae)         | Platin                                                                 | 60.000    |
| Vereinigte Staaten (RIAA)    | Gold                                                                   | 1.000.000 |
| Vereinigtes Königreich (BPI) | Platin (Sony) · + Silber (Columbia)                                    | 800.000   |
| Insgesamt                    | 1× Silber · 3× Gold · 6× Platin ·                                      | 2.385.000 |

### Homeward Bound
| Land/Region                  | Auszeichnungen für Musikverkäufe (Land/Region, Auszeichnung, Verkäufe) | Verkäufe |
| ---------------------------- | ---------------------------------------------------------------------- | -------- |
| Vereinigtes Königreich (BPI) | Silber                                                                 | 200.000  |
| Insgesamt                    | 1× Silber ·                                                            | 200.000  |

### A Hazy Shade of Winter
| Land/Region  | Auszeichnungen für Musikverkäufe (Land/Region, Auszeichnung, Verkäufe) | Verkäufe |
| ------------ | ---------------------------------------------------------------------- | -------- |
| Japan (RIAJ) | 2× Platin                                                              | 200.000  |
| Insgesamt    | 2× Platin ·                                                            | 200.000  |

### Mrs. Robinson
| Land/Region                  | Auszeichnungen für Musikverkäufe (Land/Region, Auszeichnung, Verkäufe) | Verkäufe  |
| ---------------------------- | ---------------------------------------------------------------------- | --------- |
| Dänemark (IFPI)              | Gold                                                                   | 45.000    |
| Deutschland (BVMI)           | Gold                                                                   | 250.000   |
| Italien (FIMI)               | Platin                                                                 | 100.000   |
| Neuseeland (RMNZ)            | 2× Platin                                                              | 60.000    |
| Spanien (Promusicae)         | Platin                                                                 | 60.000    |
| Vereinigte Staaten (RIAA)    | Gold                                                                   | 1.000.000 |
| Vereinigtes Königreich (BPI) | Platin                                                                 | 600.000   |
| Insgesamt                    | 3× Gold · 5× Platin ·                                                  | 2.115.000 |

### The Boxer
| Land/Region                  | Auszeichnungen für Musikverkäufe (Land/Region, Auszeichnung, Verkäufe) | Verkäufe |
| ---------------------------- | ---------------------------------------------------------------------- | -------- |
| Neuseeland (RMNZ)            | Platin                                                                 | 30.000   |
| Spanien (Promusicae)         | Gold                                                                   | 30.000   |
| Vereinigtes Königreich (BPI) | Platin                                                                 | 600.000  |
| Insgesamt                    | 1× Gold · 2× Platin ·                                                  | 660.000  |

### Bridge over Troubled Water
| Land/Region                  | Auszeichnungen für Musikverkäufe (Land/Region, Auszeichnung, Verkäufe) | Verkäufe  |
| ---------------------------- | ---------------------------------------------------------------------- | --------- |
| Neuseeland (RMNZ)            | Platin                                                                 | 30.000    |
| Vereinigte Staaten (RIAA)    | Gold                                                                   | 1.000.000 |
| Vereinigtes Königreich (BPI) | Platin                                                                 | 600.000   |
| Insgesamt                    | 1× Gold · 2× Platin ·                                                  | 1.630.000 |

### Cecilia
| Land/Region                  | Auszeichnungen für Musikverkäufe (Land/Region, Auszeichnung, Verkäufe) | Verkäufe  |
| ---------------------------- | ---------------------------------------------------------------------- | --------- |
| Neuseeland (RMNZ)            | 2× Platin                                                              | 60.000    |
| Vereinigte Staaten (RIAA)    | Gold                                                                   | 1.000.000 |
| Vereinigtes Königreich (BPI) | Platin                                                                 | 600.000   |
| Insgesamt                    | 1× Gold · 3× Platin ·                                                  | 1.660.000 |

### The Only Living Boy in New York
| Land/Region                  | Auszeichnungen für Musikverkäufe (Land/Region, Auszeichnung, Verkäufe) | Verkäufe |
| ---------------------------- | ---------------------------------------------------------------------- | -------- |
| Vereinigtes Königreich (BPI) | Silber                                                                 | 200.000  |
| Insgesamt                    | 1× Silber ·                                                            | 200.000  |

### El Condor Pasa (If I Could)
| Land/Region                  | Auszeichnungen für Musikverkäufe (Land/Region, Auszeichnung, Verkäufe) | Verkäufe |
| ---------------------------- | ---------------------------------------------------------------------- | -------- |
| Deutschland (BVMI)           | Gold                                                                   | 500.000  |
| Vereinigtes Königreich (BPI) | Silber                                                                 | 200.000  |
| Insgesamt                    | 1× Silber · 1× Gold ·                                                  | 700.000  |

## Auszeichnungen nach Liedern

### Scarborough Fair Canticle
| Land/Region                  | Auszeichnungen für Musikverkäufe (Land/Region, Auszeichnung, Verkäufe) | Verkäufe |
| ---------------------------- | ---------------------------------------------------------------------- | -------- |
| Vereinigtes Königreich (BPI) | Silber                                                                 | 200.000  |
| Insgesamt                    | 1× Silber ·                                                            | 200.000  |

## Auszeichnungen nach Videoalben

### The Concert in Central Park
| Land/Region                  | Auszeichnungen für Musikverkäufe (Land/Region, Auszeichnung, Verkäufe) | Verkäufe |
| ---------------------------- | ---------------------------------------------------------------------- | -------- |
| Australien (ARIA)            | 10× Platin                                                             | 150.000  |
| Deutschland (BVMI)           | Platin                                                                 | 50.000   |
| Frankreich (SNEP)            | Platin                                                                 | 20.000   |
| Neuseeland (RMNZ)            | 4× Platin                                                              | 20.000   |
| Portugal (AFP)               | 4× Platin                                                              | 32.000   |
| Spanien (Promusicae)         | Gold                                                                   | 10.000   |
| Vereinigte Staaten (RIAA)    | Gold                                                                   | 50.000   |
| Vereinigtes Königreich (BPI) | Platin                                                                 | 50.000   |
| Insgesamt                    | 2× Gold · 21× Platin ·                                                 | 382.000  |

### Old Friends: Live on Stage
| Land/Region               | Auszeichnungen für Musikverkäufe (Land/Region, Auszeichnung, Verkäufe) | Verkäufe |
| ------------------------- | ---------------------------------------------------------------------- | -------- |
| Australien (ARIA)         | 2× Platin                                                              | 30.000   |
| Deutschland (BVMI)        | Gold                                                                   | 25.000   |
| Neuseeland (RMNZ)         | 2× Platin                                                              | 10.000   |
| Vereinigte Staaten (RIAA) | Gold                                                                   | 50.000   |
| Insgesamt                 | 2× Gold · 4× Platin ·                                                  | 115.000  |

## Statistik und Quellen
| Land/RegionAuszeichnungen für Musikverkäufe (Land/Region, Auszeichnungen, Verkäufe, Quellen) | Silber       | Gold       | Platin         | Diamant     | Verkäufe   | Quellen                           |
| -------------------------------------------------------------------------------------------- | ------------ | ---------- | -------------- | ----------- | ---------- | --------------------------------- |
| Australien (ARIA)                                                                            | —            | 9× Gold9   | 19× Platin19   | —           | 815.000    | aria.com.au                       |
| Belgien (BRMA)                                                                               | —            | Gold1      | Platin1        | —           | 75.000     | ultratop.be                       |
| Dänemark (IFPI)                                                                              | —            | 3× Gold3   | Platin1        | —           | 185.000    | ifpi.dk                           |
| Deutschland (BVMI)                                                                           | —            | 8× Gold8   | 5× Platin5     | —           | 3.925.000  | musikindustrie.de Einzelnachweise |
| Europa (IFPI)                                                                                | —            | Gold1      | —              | —           | (500.000)  | Einzelnachweise                   |
| Finnland (IFPI)                                                                              | —            | 4× Gold4   | Platin1        | —           | 163.349    | ifpi.fi                           |
| Frankreich (SNEP)                                                                            | —            | Gold1      | 4× Platin4     | 3× Diamant3 | 4.020.000  | infodisc.fr snepmusique.com       |
| Griechenland (IFPI)                                                                          | —            | Gold1      | —              | —           | 50.000     | Einzelnachweise                   |
| Hongkong (IFPI/HKRIA)                                                                        | —            | —          | Platin1        | —           | 20.000     | ifpihk.org                        |
| Italien (FIMI)                                                                               | —            | Gold1      | 3× Platin3     | —           | 225.000    | fimi.it                           |
| Japan (RIAJ)                                                                                 | —            | Gold1      | 4× Platin4     | —           | 700.000    | riaj.or.jp                        |
| Kanada (MC)                                                                                  | —            | 2× Gold2   | 13× Platin13   | —           | 1.325.000  | musiccanada.com                   |
| Neuseeland (RMNZ)                                                                            | —            | 2× Gold2   | 28× Platin28   | —           | 530.000    | radioscope.co.nz NZ2 NZ3          |
| Niederlande (NVPI)                                                                           | —            | 2× Gold2   | 2× Platin2     | —           | 300.000    | nvpi.nl                           |
| Norwegen (IFPI)                                                                              | —            | —          | 3× Platin3     | —           | 140.000    | ifpi.no                           |
| Österreich (IFPI)                                                                            | —            | —          | 2× Platin2     | —           | 100.000    | ifpi.at                           |
| Portugal (AFP)                                                                               | —            | Gold1      | 5× Platin5     | —           | 102.000    | Einzelnachweise                   |
| Schweden (IFPI)                                                                              | —            | 2× Gold2   | Platin1        | —           | 150.000    | sverigetopplistan.se              |
| Schweiz (IFPI)                                                                               | —            | 2× Gold2   | 9× Platin9     | —           | 500.000    | hitparade.ch                      |
| Spanien (Promusicae)                                                                         | —            | 3× Gold3   | 2× Platin2     | —           | 210.000    | elportaldemusica.es               |
| Vereinigte Staaten (RIAA)                                                                    | —            | 7× Gold7   | 28× Platin28   | Diamant1    | 42.600.000 | riaa.com                          |
| Vereinigtes Königreich (BPI)                                                                 | 10× Silber10 | 6× Gold6   | 26× Platin26   | —           | 10.950.000 | bpi.co.uk                         |
| Insgesamt                                                                                    | 10× Silber10 | 57× Gold57 | 158× Platin158 | 4× Diamant4 |            |                                   |